# محمية البرلس
محمية البرلس بكفر الشيخ هي محمية طبيعية تقع شمال شرق فرع رشيد وتبلغ مساحتها حوالي 460 كم2 تغطى مياه بحيرة البرلس 420 كم2 منها وهي ثاني أكبر البحيرات الطبيعية في مصر. ويوجد علي ساحل البحيرة كثبان رملية مرتفعة لذا فهي تعد مكاناً طبيعياً لما يقرب من 135 نوعاً نباتياًً، إضافة إلى كونها مهيأة لاستقبال الطيور البرية المهاجرة. تم إعلانها محمية طبيعية عام 1998.
وتعتبر بحيرة البرلس ثانى أكبر البحيرات الطبيعية في مصر من حيث المساحة وتتعدد بها مصادر التنوع البيولوجى وتحتوى على بيئة المستنقعات الملحيه وكثير من الأنواع النباتية البرية (علفيه- طبيه – وألياف) وتهدف المحميه إلى صون التنوع البيولوجى ببحيرة البرلس ورصد المتغيرات البيئيه في البحيرة وحماية المناطق الرطبة ونشر الوعى البيئى بين زوار المحميه وتشجيع السياحة البيئية وإجراء البحوث العلمية وصون الموارد الطبيعية خاصة التي لها عائد إقتصادى.

## الاهداف
1. صون التنوع البيولوجي ببحيرة المنزلة، وإعادة توطين الأنواع التي انقرضت نتيجة الأنشطة البشرية، ورصد المتغيرات البيئية في البحيرة وحماية المناطق الرطبة.
2. تهدف المحمية إلي تشجيع السياحة البيئية وإجراء البحوث العلمية والتطبيقية، وصون الموارد الطبيعية وبخاصة التي لها عائد اقتصادي.

## معرض صور

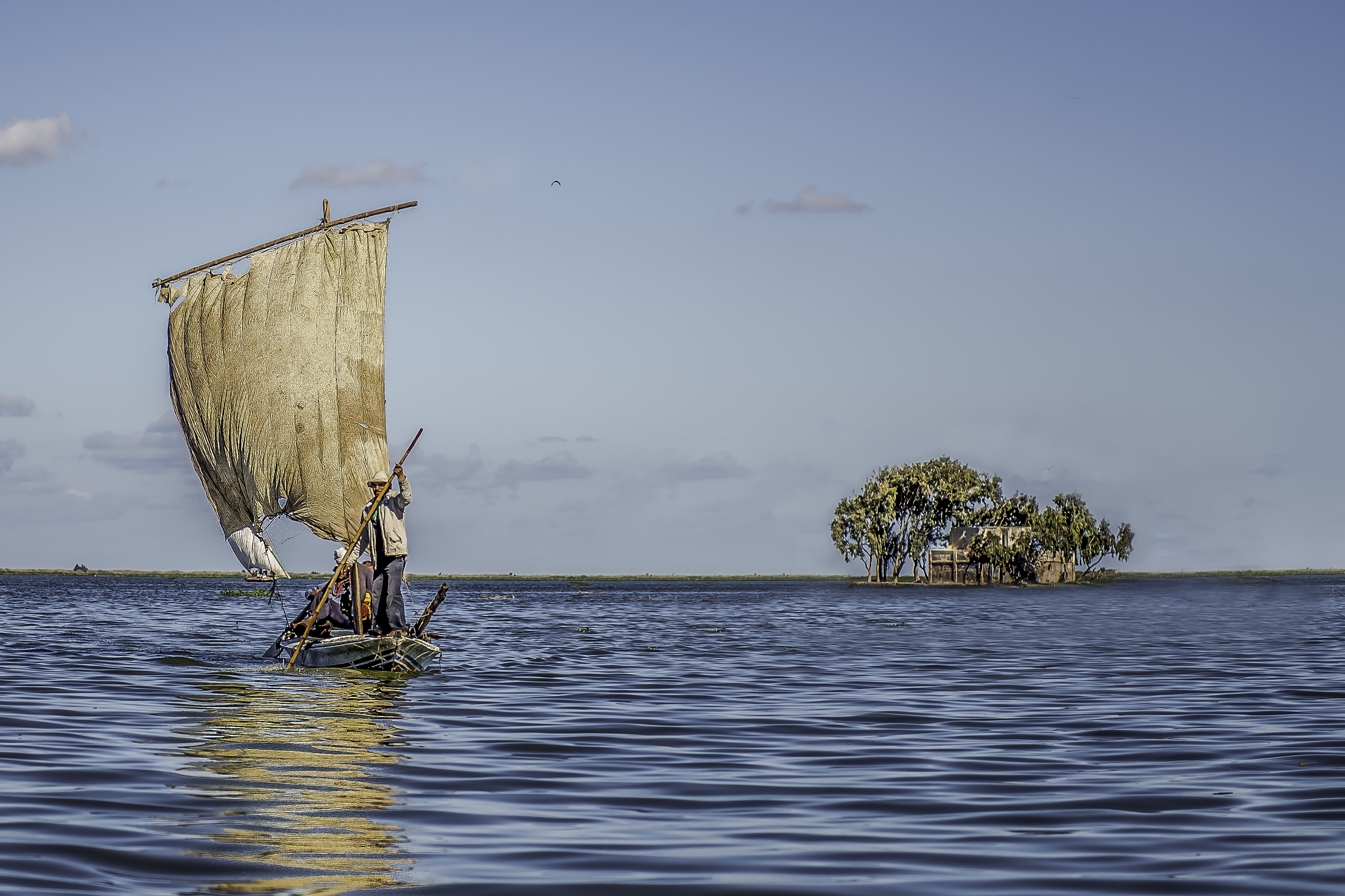
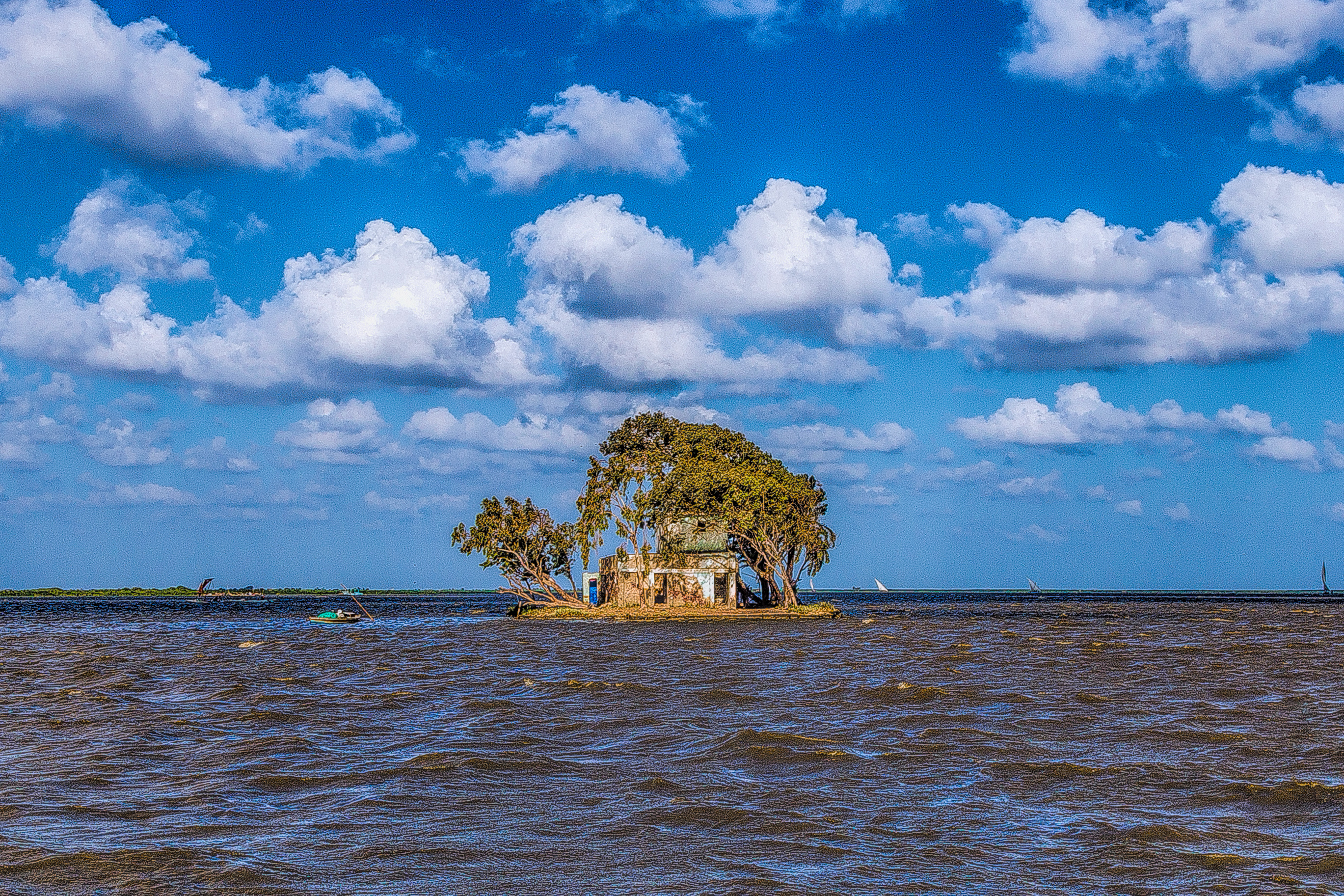
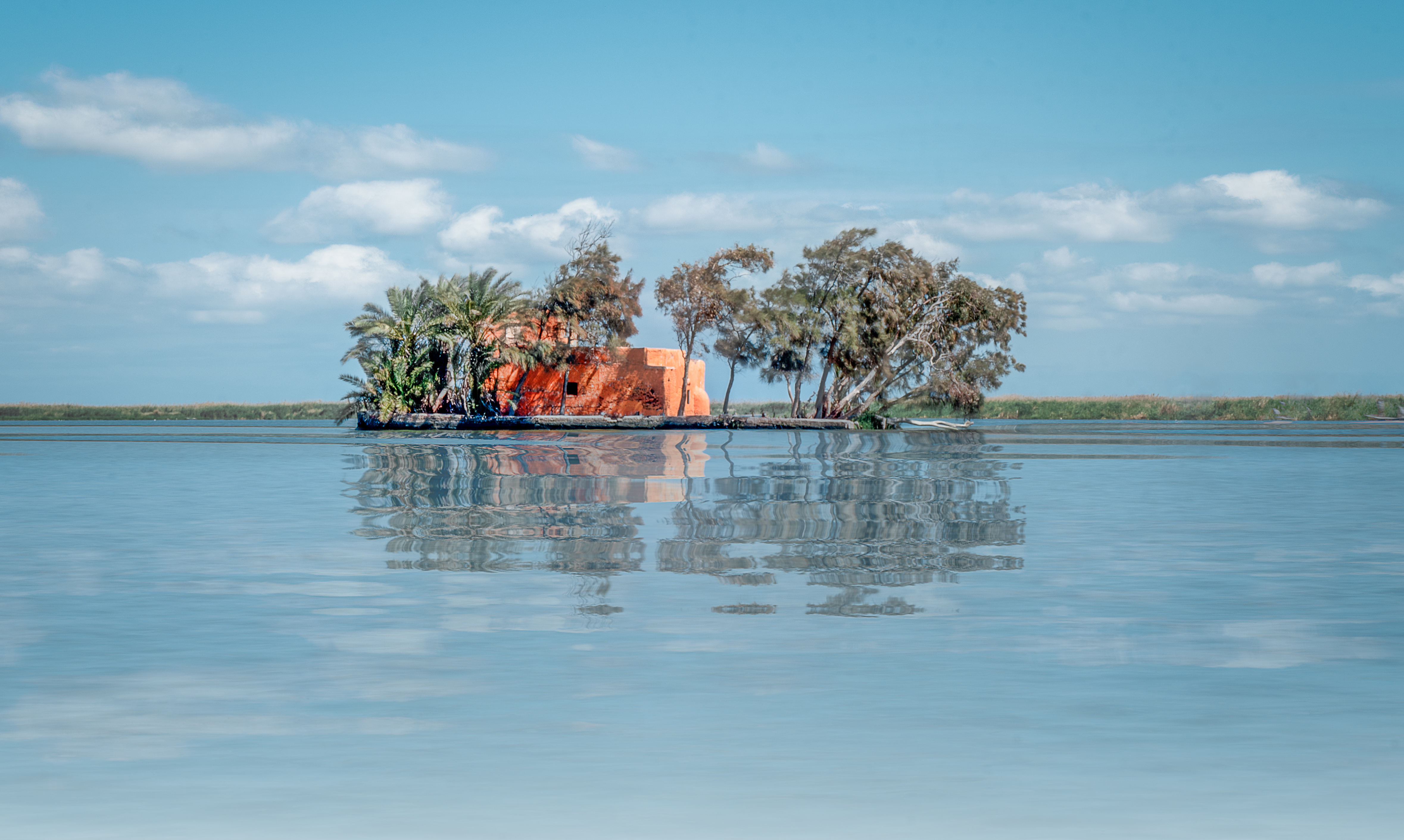
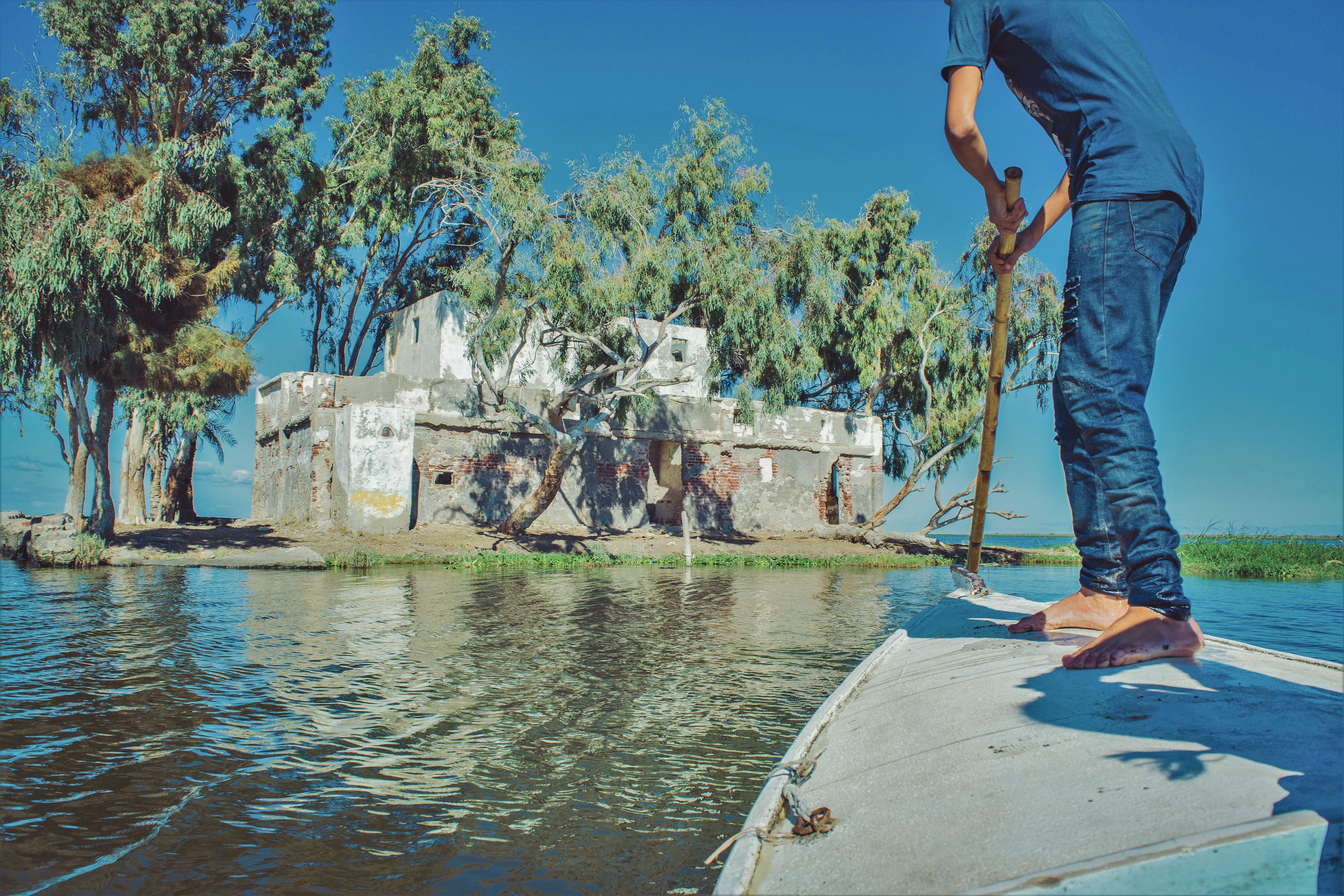
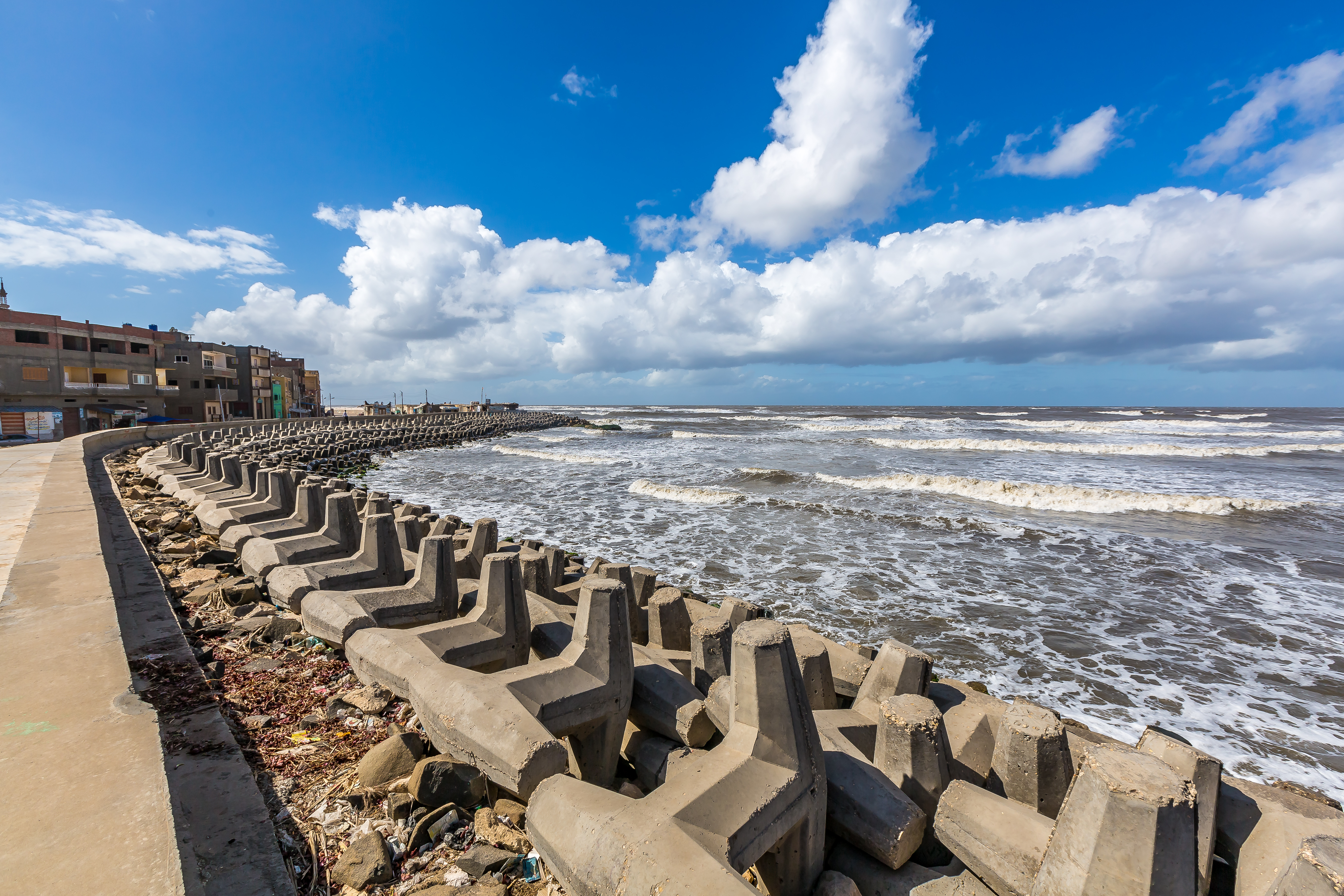
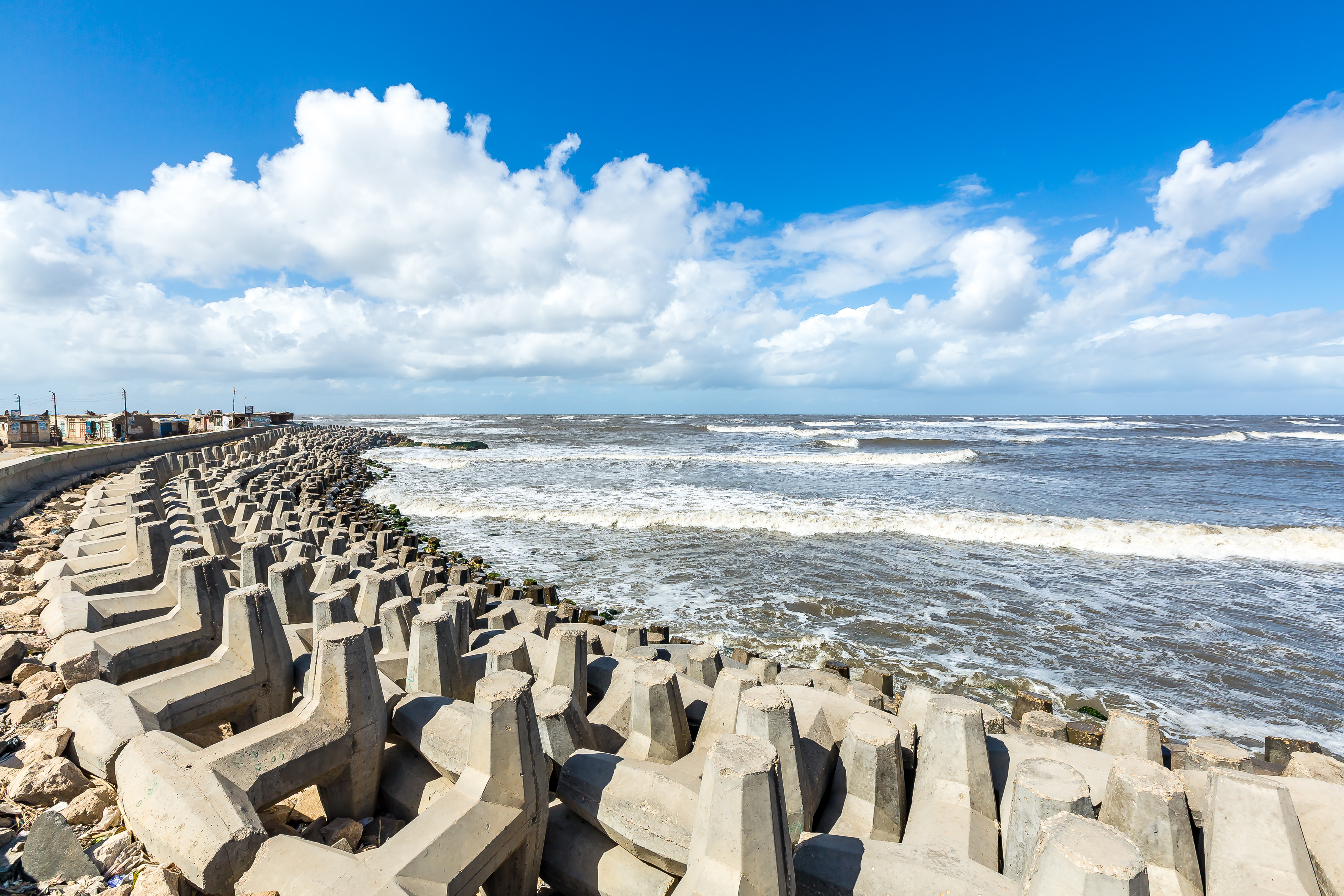
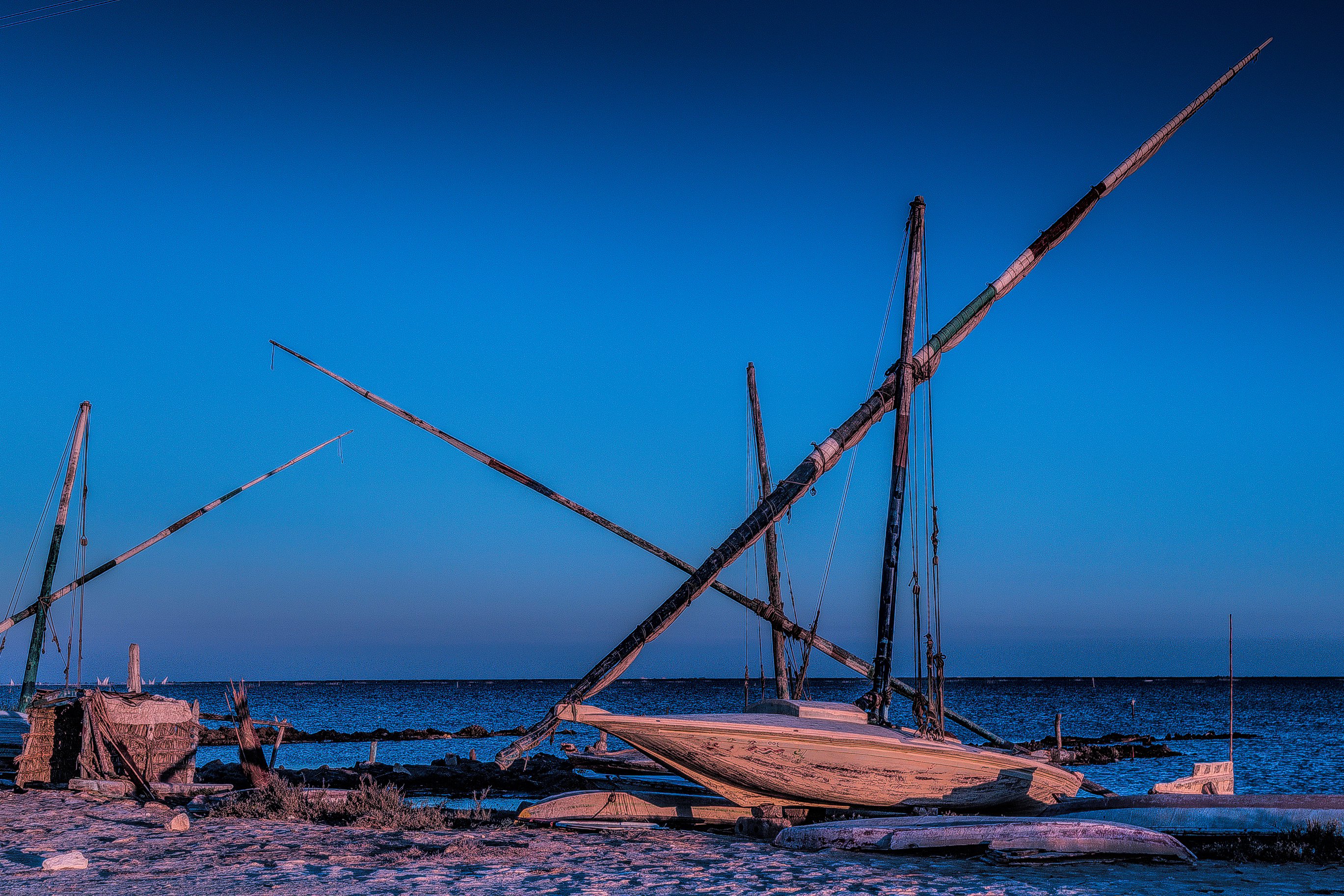
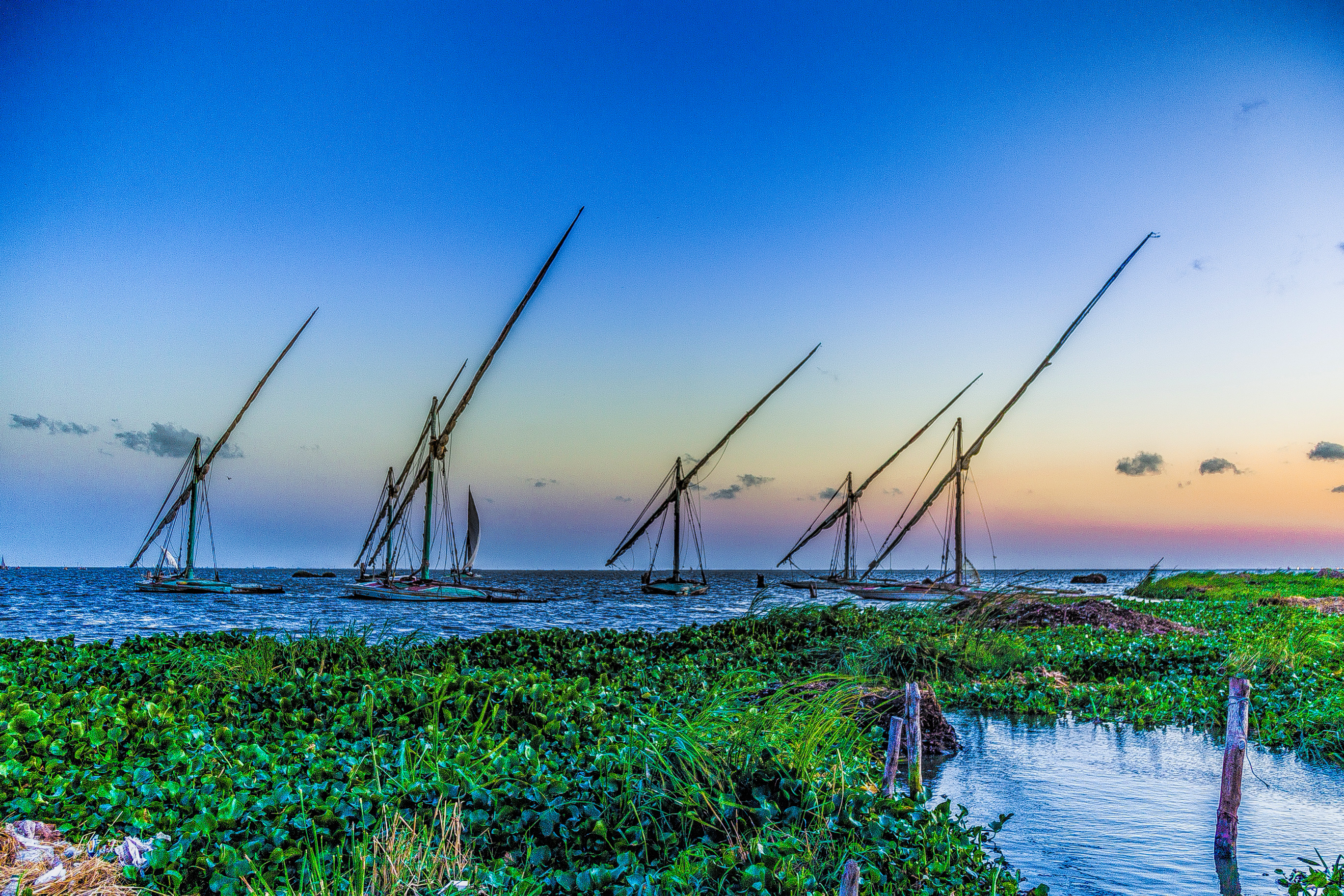
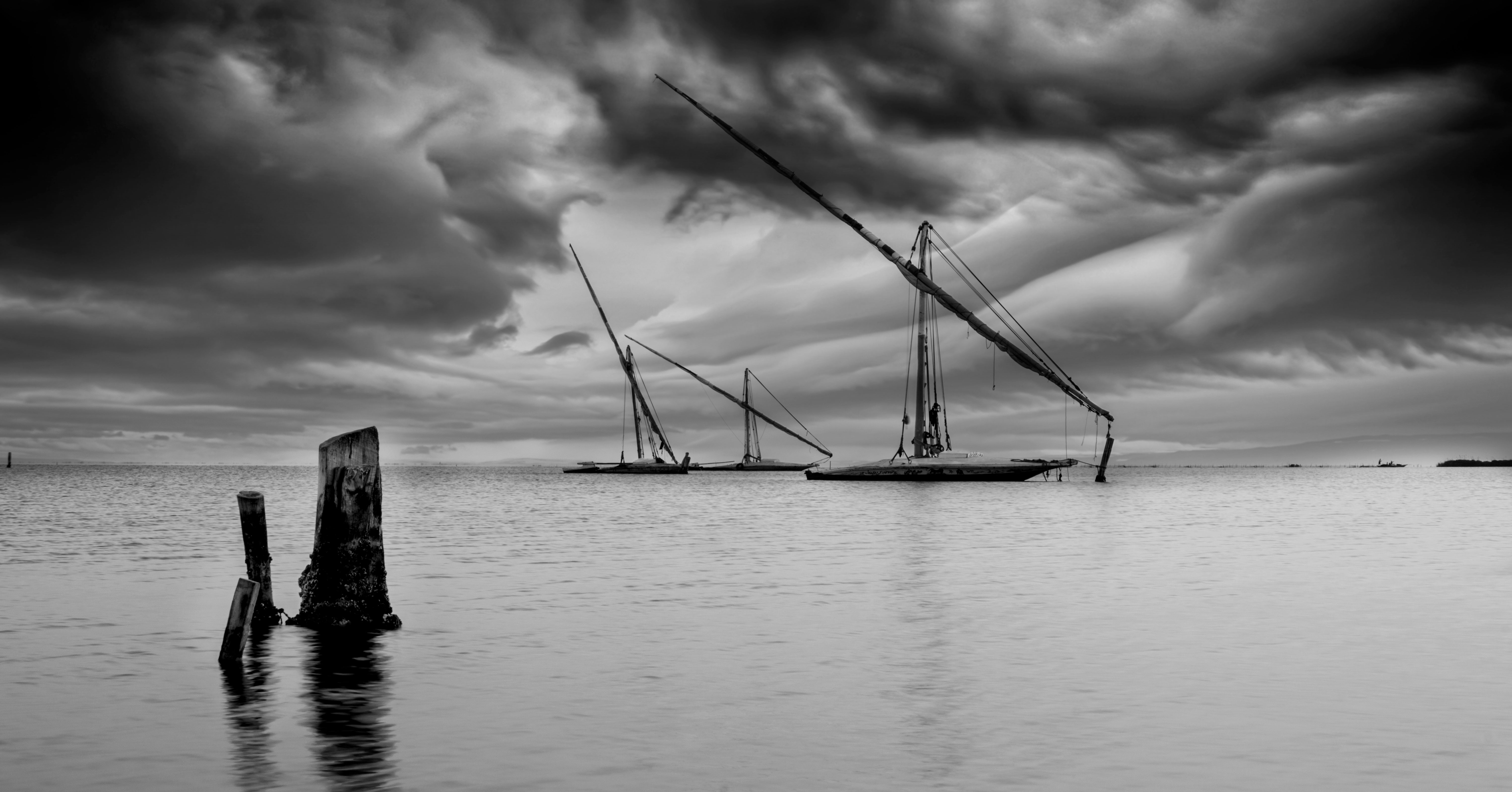
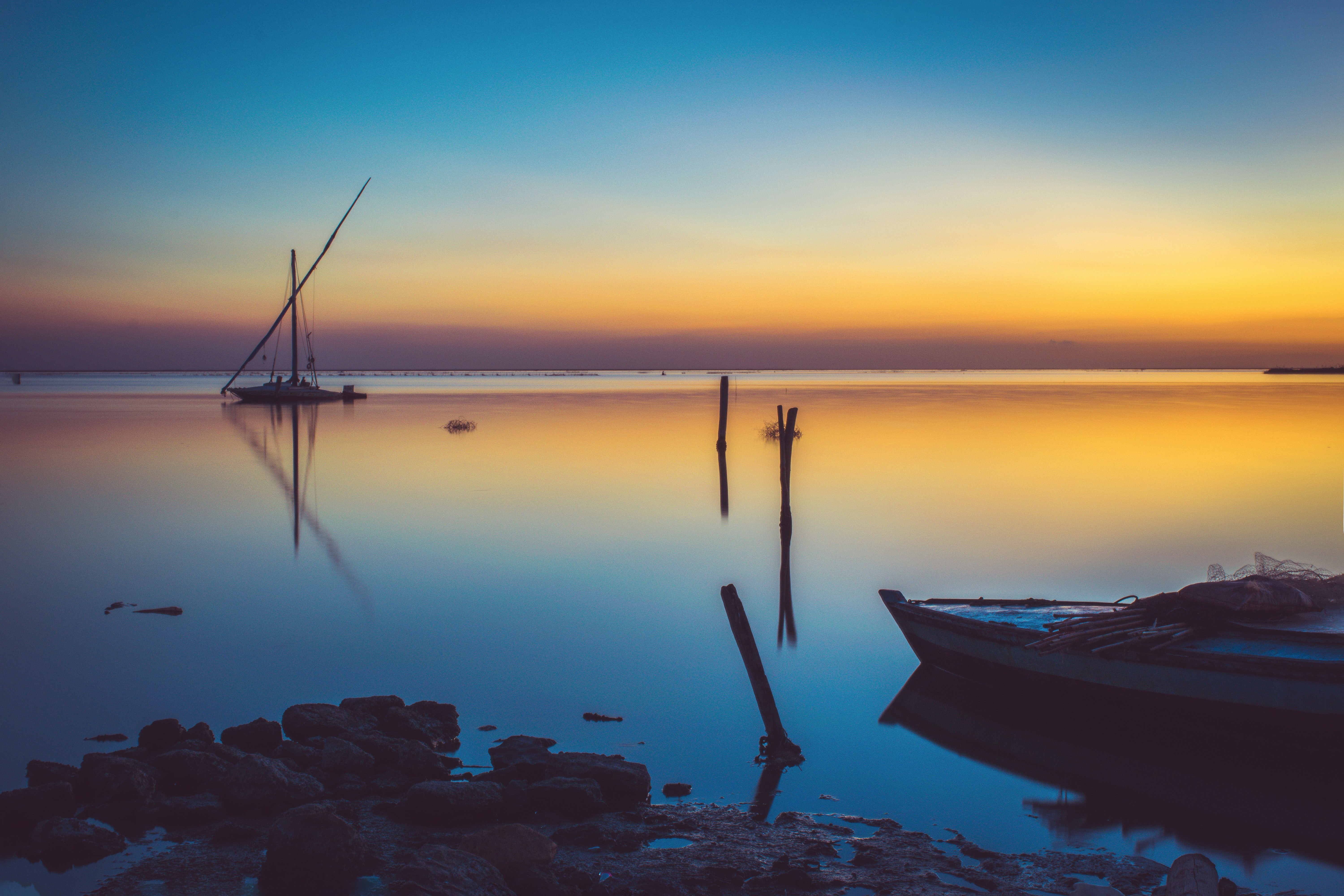
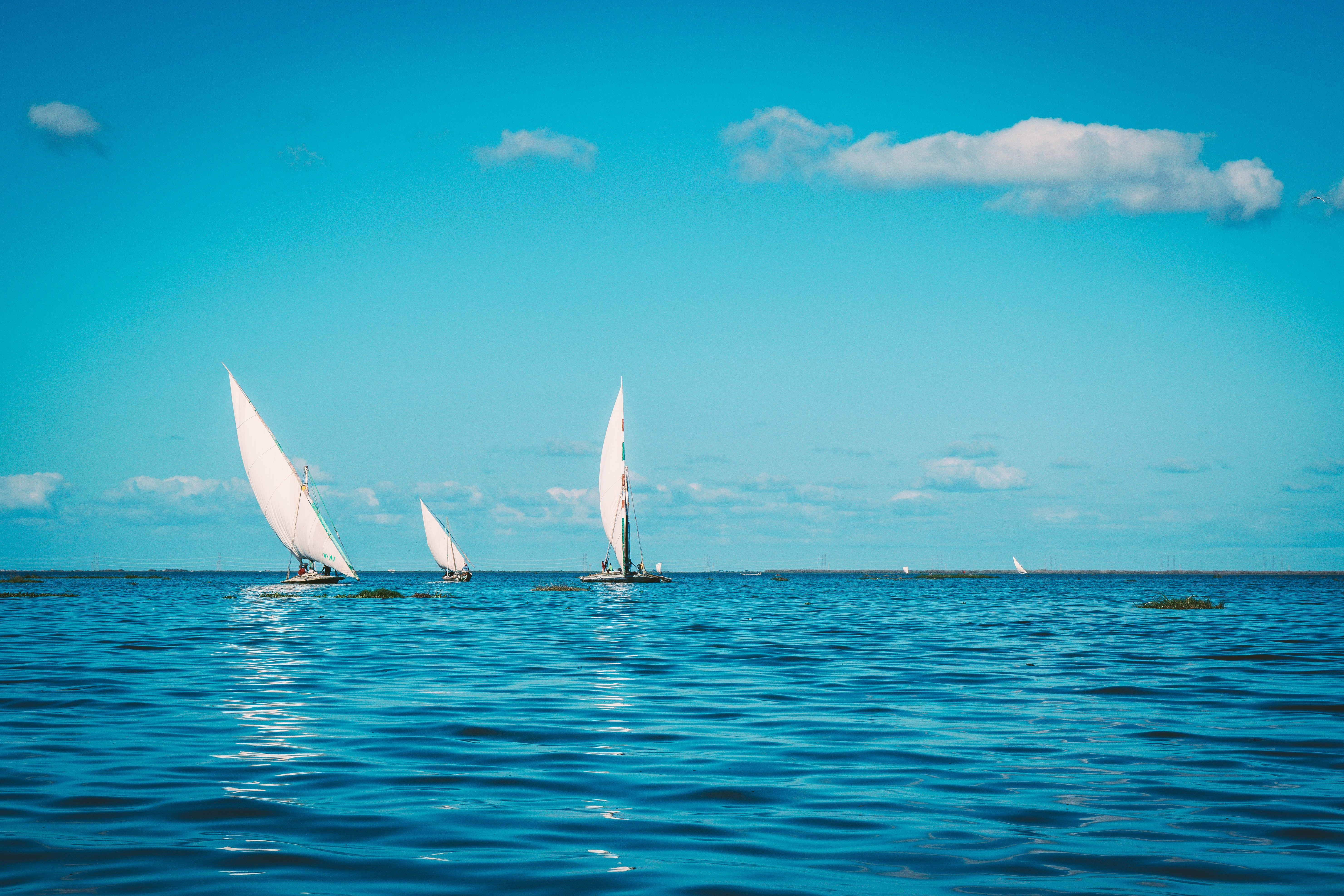
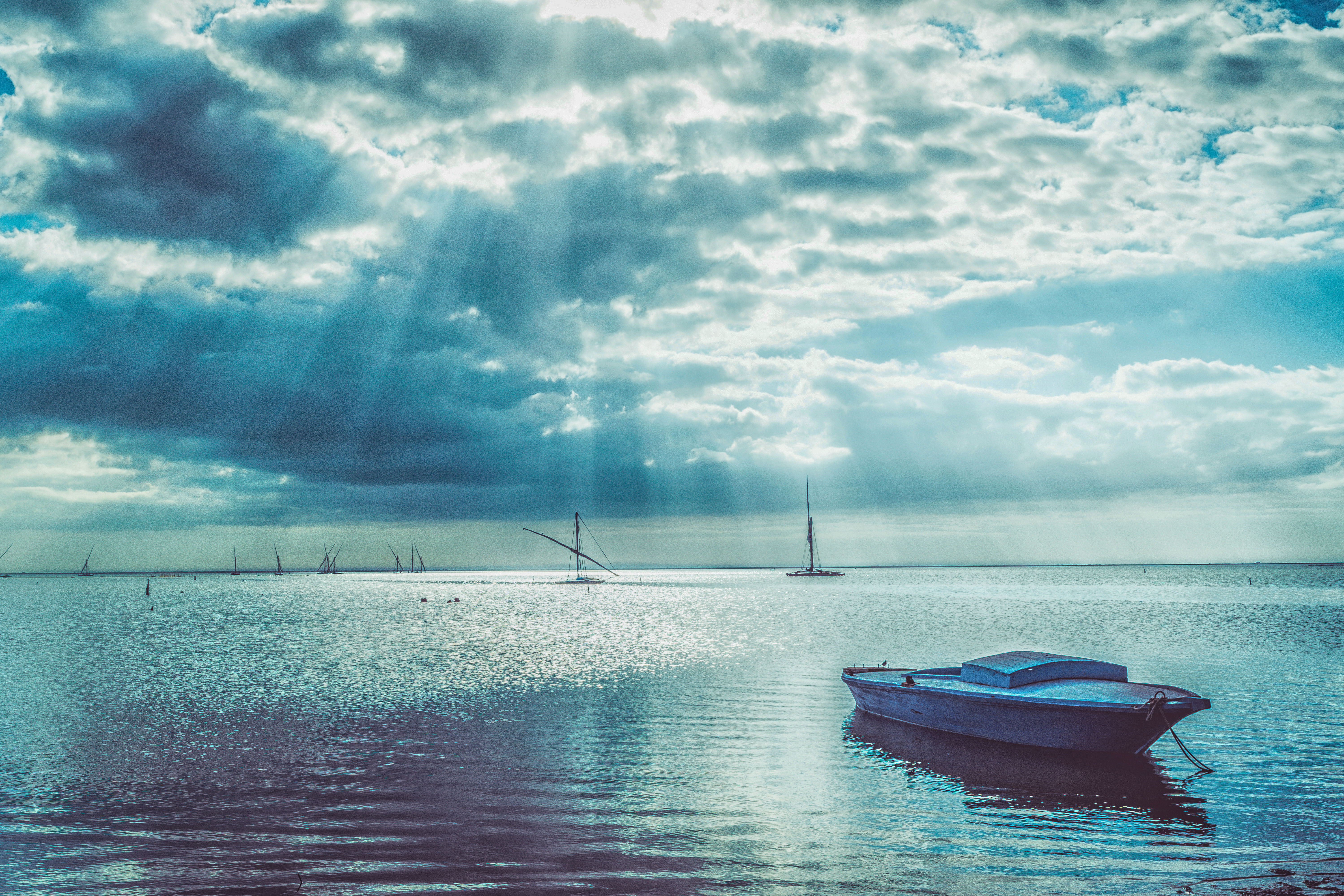
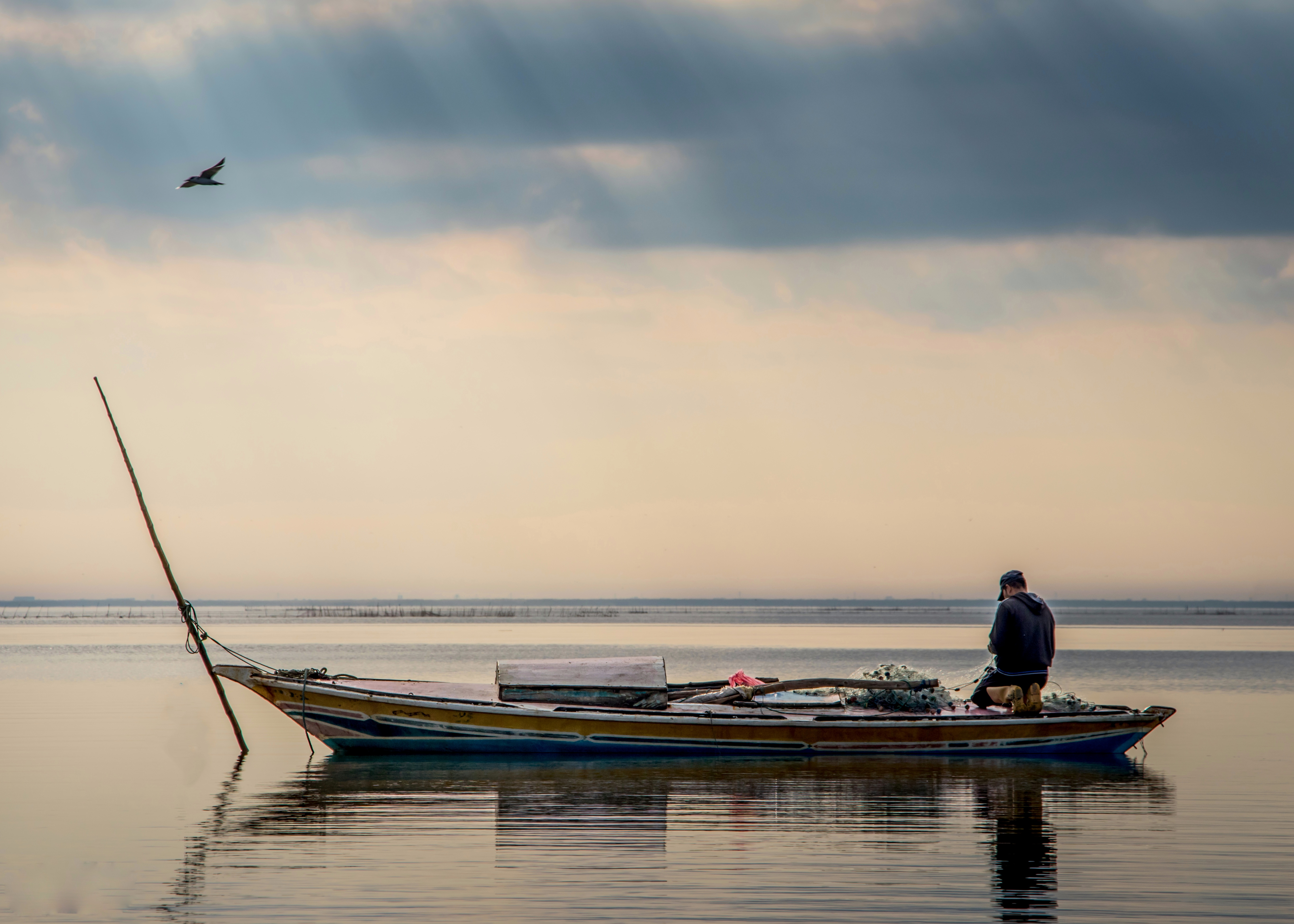
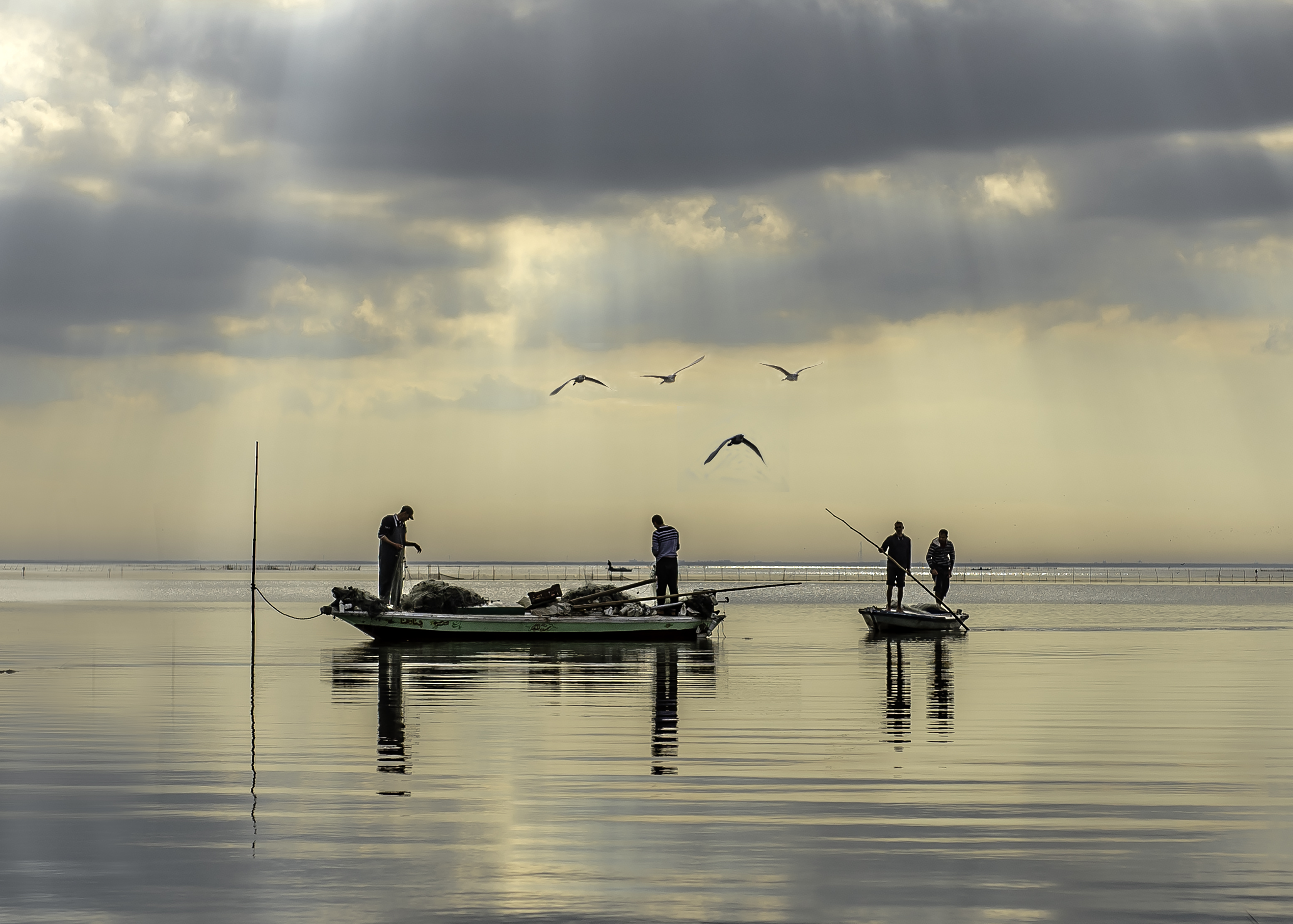
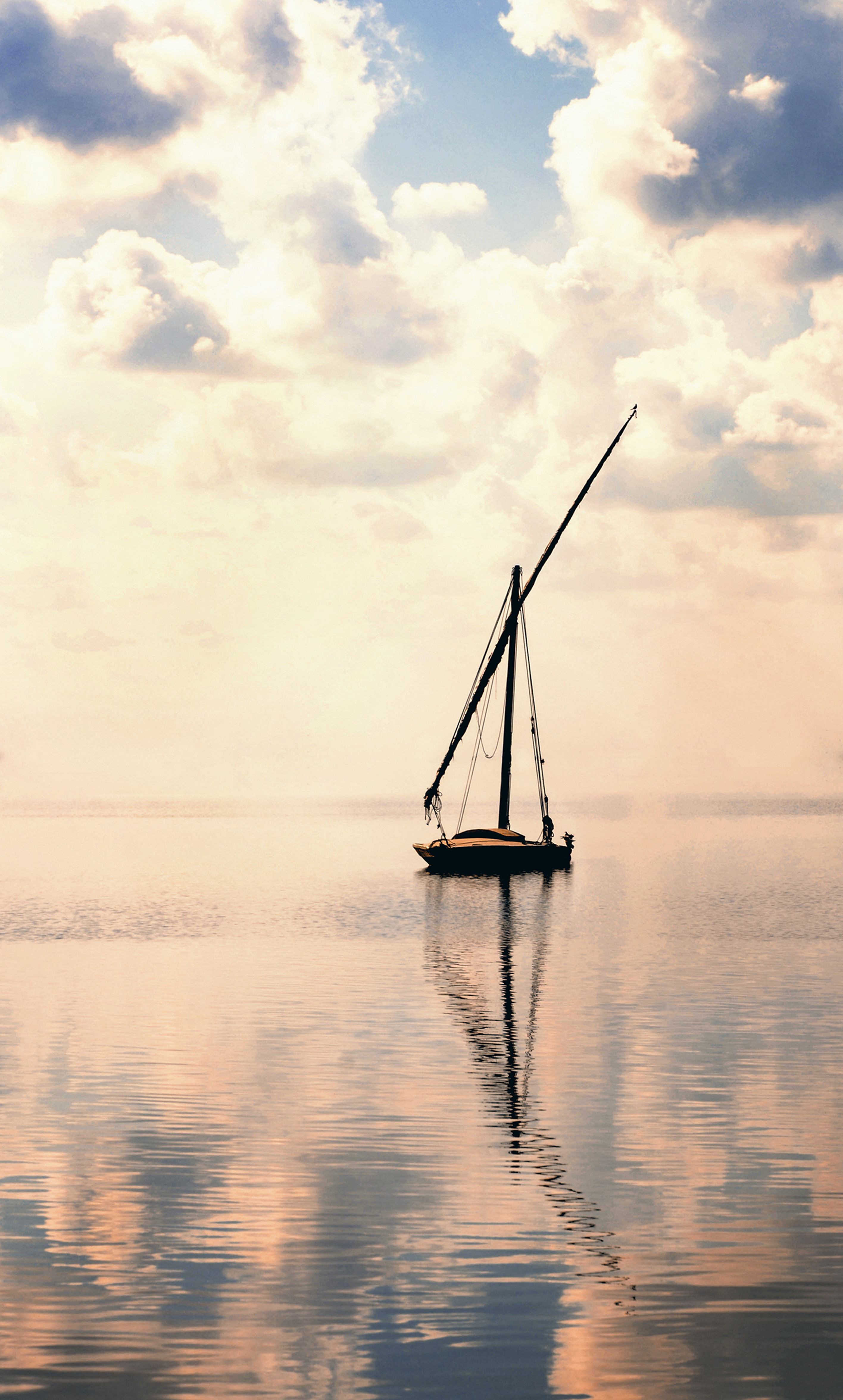
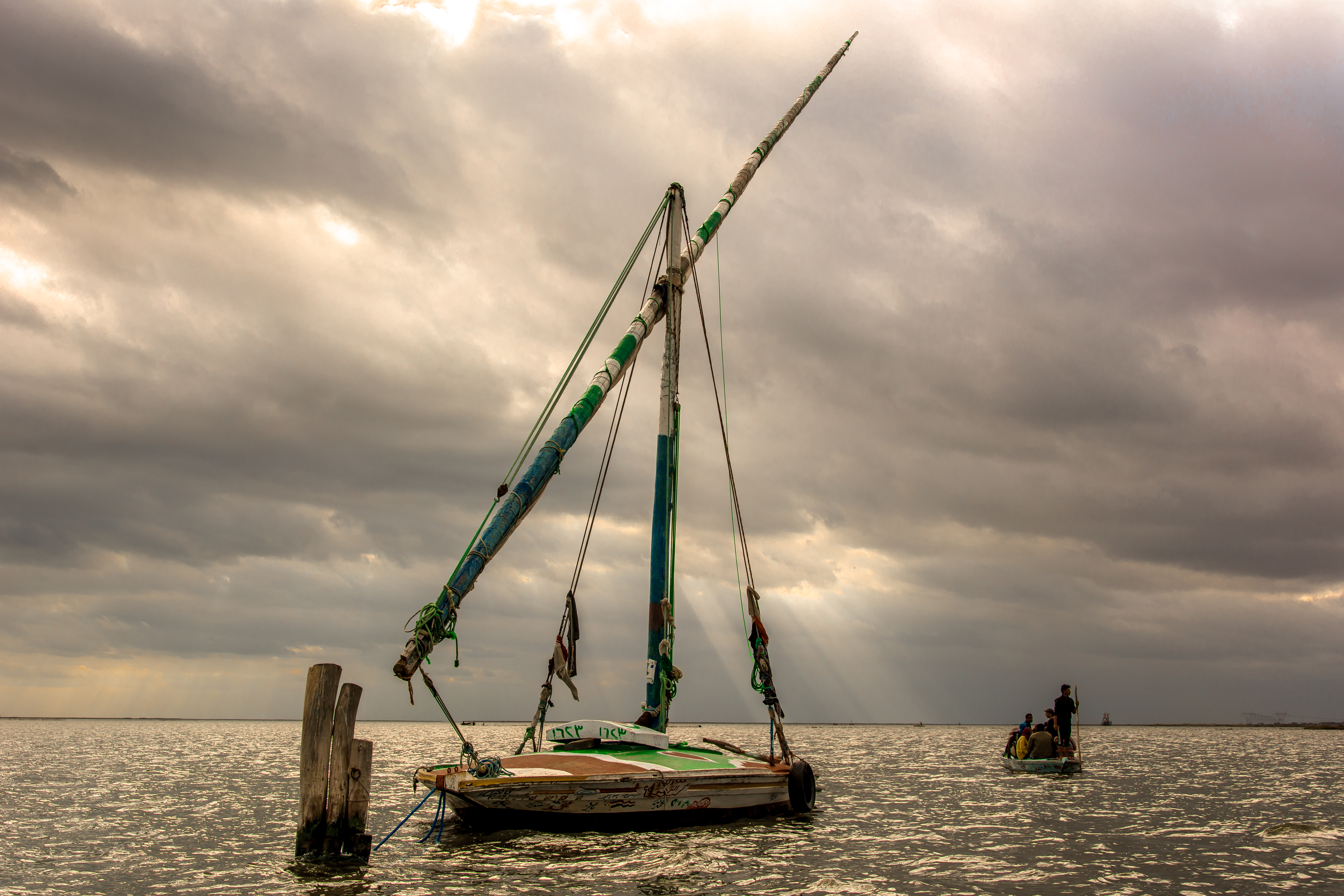
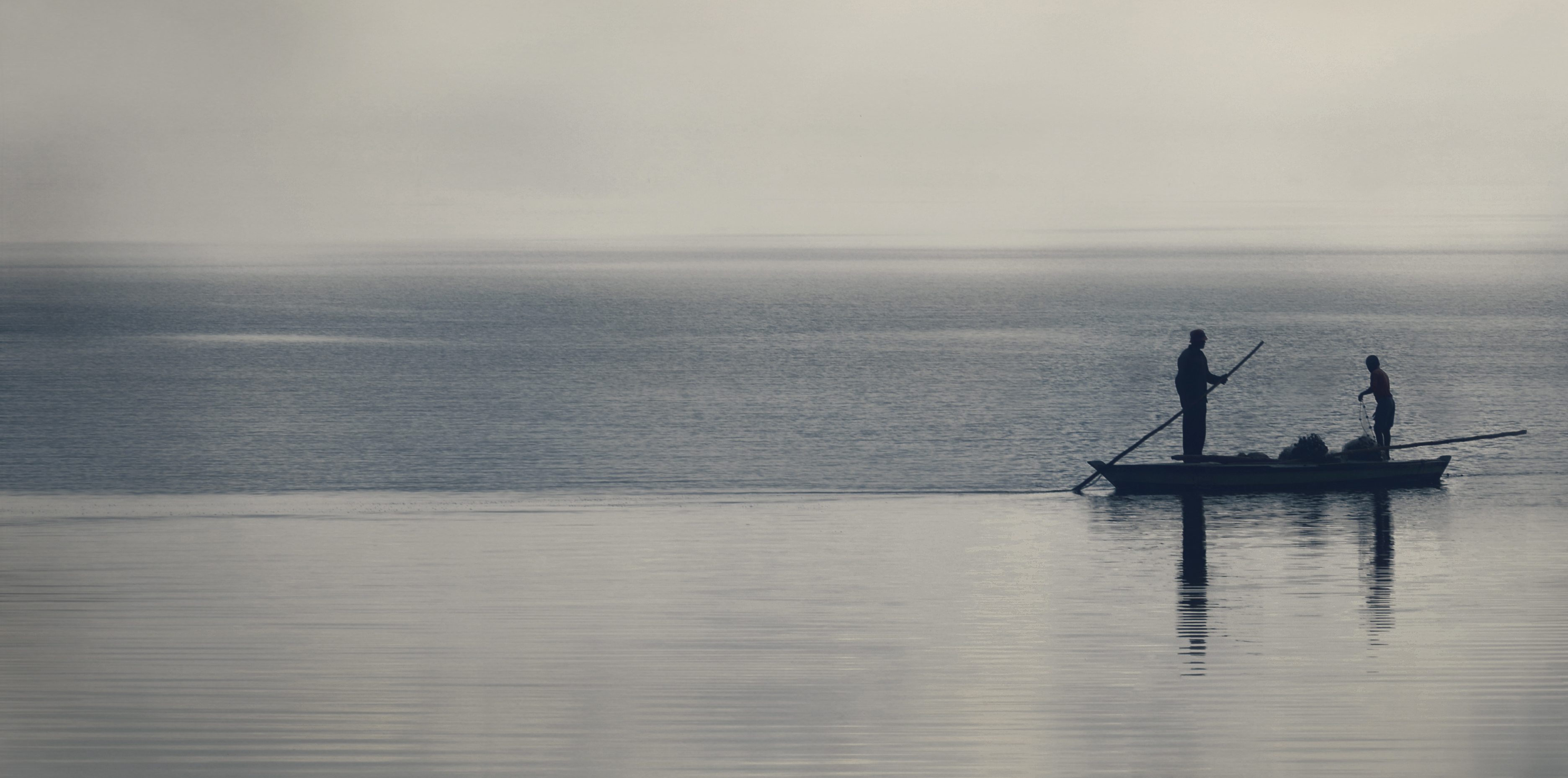

## روابط خارجية
- نباتات البحيرات.. تنطلق من البرلس ، الأهرام في 1 يناير 2014
- برنامج «مصري- أوروبي» لحماية البحيرات الشمالية ، الأهرام في 1 يناير 2014
- بعد اختفاء50 عاما: عودة الكابوريا المفترسة للبحيرات المصرية ، الأهرام في 23 ديسمبر 2013
- محميـة البرلـس في خطــر ، الأهرام في 23 سبتمبر 2013